# Ida Henrietta Hyde
Ida Henrietta Hyde (Davenport, 8 de septiembre de 1857-Berkeley, 22 de agosto de 1945) fue una fisióloga estadounidense conocida por el desarrollo de un microelectrodo suficientemente potente como para estimular el tejido química o electrónicamente, pero lo suficientemente pequeño para inyectar o quitar tejido de una célula. 

## Infancia
Nació en Davenport, Iowa, fue una de los cuatro hijos de Meyer y Babette (Lowenthal) Heidenheimer, inmigrantes alemanes de Württemberg. El apellido Hyde lo tomaron después de su llegada a Estados Unidos. Meyer Hyde era un comerciante que trabajaba fuera de casa y que abandonó a la familia en uno de sus viajes, dejando a Babette a cargo de los niños. Para mantener a flote a la familia, se mudaron a Chicago, donde Babette tomó trabajos de limpieza y reparación hasta que pudo iniciar un próspero negocio. Todos los hijos pudieron y fueron enviados a la escuela pública y se convirtieron en individuos de clase media educada, con la intención del único hermano de Ida, Ben, de asistir a la universidad.
En 1871, la casa de la familia fue destruida en el Gran incendio de Chicago, que también destruyó el negocio familiar. Sin ningún tipo de ingresos, como la hija mayor, ingresó a trabajar a los 14 años como aprendiz de sombrerera. Debido a su edad, mayor que la de sus hermanos, gran parte de la carga de manutención de la familia recayó sobre ella. Aportaba gran parte de los ingresos familiares e incluso pagó la educación de su único hermano en la Universidad de Illinois. Con el tiempo, ascendió en su ocupación al puesto de vendedora. Su experiencia en la tienda de ropa demostró ser valiosa más adelante en su vida por su capacidad para confeccionar su propia ropa con un ínfimos suministros.

## Educación
En la tienda donde trabajaba, encontró de casualidad una versión en inglés de Ansichten der Natur (Vista de la naturaleza) de Alexander von Humboldt. De este obra nació su amor por la biología. Además, la estimuló a continuar su educación, lo que hizo asistiendo a clases nocturnas en el Chicago Athenaeum durante 1875 y 1876 a pesar de las objeciones de sus padres. Sus estudios posteriores le llegaron mientras visitaba a su hermano en su universidad y por casualidad conoció a varias mujeres que trabajaban en el mundo académico. Pudo aprobar sus exámenes de ingreso a la Escuela Preparatoria Universitaria y posteriormente ingresó a la misma universidad que su hermano.
Comenzó a estudiar en la Universidad de Illinois a los 24 años, pero sus estudios se vieron interrumpidos cuando su hermano se enfermó en 1882 y ella tuvo que atenderlo. Además usó todos sus ahorros para cursar solo un año de estudios. Sin embargo, aprobó el examen de maestra del condado y, tres años después, el de maestra de Chicago, y durante los siguientes siete años trabajó como maestra de segundo y tercer grado dentro del sistema de escuelas públicas de Chicago. Sus inquietudes biológicas seguían expresándose en sus intentos de incorporar los estudios de la naturaleza al sistema escolar público. Ahorró dinero para pagar la matrícula y se mantuvo concentrada en su objetivo de obtener un título universitario.
En 1888 pudo finalmente pudo regresar a la escena universitaria a la edad de 31 años. Se matriculó en la Universidad de Cornell y obtuvo su licenciatura en artes en solo tres años. Luego le ofrecieron una beca de biología en Bryn Mawr College. Aceptó y comenzó a trabajar bajo la tutela de Jacques Loeb y Thomas Hunt Morgan. Como asistente en el Laboratorio Biológico Woods Hole, realizó investigaciones sobre el sistema nervioso de las medusas. Produjo muchos dibujos detallados y descripciones de las células nerviosas. En 1893, recibió una beca europea de la Association of Collegiate Alumnae, que más tarde se convertiría en la Asociación Americana de Mujeres Universitarias.
Se dice que los resultados de sus investigaciones en Woods Hole ayudaron a motivar al doctor Goette a invitarla a la Universidad de Estrasburgo en 1893, para trabajar con él como ninguna mujer lo había hecho antes. Durante su asistencia a Estrasburgo, fue la primera mujer en Alemania que solicitó matricularse para obtener un título avanzado en ciencias naturales o matemáticas. En ese momento era necesario presentar una petición al gobierno y obtener el permiso de la facultad. Antes de que este proceso se pusiera en marcha por completo, Hyde retiró sus intentos. Se dice que la gran cantidad de personas que se pronunciaron en contra de Ida hiciera la petición fue la causa de esa decisión, y que la Universidad de Heidelberg sería un mejor lugar para obtener su título.
Se doctoró en la Universidad de Heidelberg, Alemania, a los 39 años, después de muchos obstáculos frustrantes que se le presentaron a causa de su sexo. No se le permitió asistir a algunas clases y tuvo que leer los apuntes de los estudiantes varones. Se le pidió que fuera más allá del trabajo de un estudiante promedio para recibir su título y se convirtió en la tercera mujer en graduarse con un doctorado allí. El principal problema para obtener su título fue que a su profesor, Wilhelm Kühne, no le gustaba la idea de permitir que una mujer trabajara a sus órdenes. Sin embargo, sus logros finalmente superaron su oposición y aprobó con honores los exámenes de doctorado en febrero de 1896 y se convirtió en la primera mujer en recibir un doctorado de medicina en esta institución. Su proyecto de tesis examinó el desarrollo fisiológico de las medusas (Hydromedusa).
Hyde investigó en otras instituciones antes de ir a la Universidad de Kansas, incluida la Universidad de Berna (1896) y Radcliffe College (1897). Después de comenzar a trabajar en Kansas, también estudió en Rush Medical College durante varios veranos para recibir su doctorado en medicina en 1911.

## Carrera profesional
En el transcurso de los siete años de docencia, participó en el establecimiento del programa “Ciencia en las escuelas” en el sistema de escuelas públicas de Chicago. Este programa ayudó a introducir los estudios de la naturaleza en estas escuelas, donde Hyde fue conocida por compartir sus propios métodos de enseñanza con los otros educadores.
Después de completar su doctorado, fue invitada a Nápoles, Italia, como investigadora residente en la Estación Zoológica de Nápoles, un puesto prestigioso. Continuó trabajando en fisiología de invertebrados marinos, hasta que se mudó a la Universidad de Berna, Suiza, para trabajar con Hugo Kronecker en fisiología muscular. Se convirtió en la primera mujer admitida para investigar en la Facultad de Medicina de Harvard con W. T. Porter. Al mismo tiempo de investigar, también amplió su educación y formación médica en Harvard. Continuó siendo educadora también, impartiendo clases en las escuelas preparatorias y en Woods Hole durante el verano.
Fue contratada como profesora asociada por la Universidad de Kansas en 1899 y fundó el Departamento de Fisiología, del que también fue su primera directora, donde trabajó durante 22 años.
A lo largo de su carrera, sus investigaciones abarcaron los sistemas nervioso, circulatorio y respiratorio de los vertebrados e invertebrados, y exploró los efectos de los narcóticos, la cafeína y el alcohol en el organismo. Además en el transcurso de su trabajo observó las diferencias en los efectos de la música sobre el sistema cardiovascular en atletas, músicos y agricultores, y que la cafeína era la causa de la disminución de la eficiencia en el trabajo físico. Fue la primera mujer elegida en la Sociedad Estadounidense de Fisiólogos en 1902, y fue la única integrante femenina hasta 1913.

### Microelectrodo
Hyde fue investigadora y profesora, aunque también inventora e innovadora. Desarrolló instrumentos para monitorear parámetros fisiológicos de los animales marinos que podían usarse en agua de mar. Su invento más conocido fue un electrodo de micropipeta intracelular. donde había observado que los electrolitos en altas concentraciones afectan a los procesos de división celular, lo que la llevó a notar las diminutas diferencias en el potencial eléctrico dentro de las células. Para comprender el funcionamiento de estas células nerviosas y musculares, necesitaba poder estimular las células adecuadamente y poder registrar los resultados del cambio en las corrientes de las células individuales que se producían. El microelectrodo de Hyde se puede utilizar para estimular las células a nivel micro mientras se registra la actividad eléctrica dentro de la célula sin alterar la pared celular. Este dispositivo fue una invento revolucionario en neurofisiología y en el estudio del tejido nervioso contráctil, sin embargo, el microelectrodo nunca fue atribuido oficialmente a Ida Hyde como su primera inventora.
Aunque la posible invención del microelectrodo de Hyde se dio a conocer en 1921, varios otros también crearon electrodos similares, mientras que historiadores científicos, como G. Kass-Simon, han acreditado la invención de Hyde como la original y revolucionaria. Otro microelectrodo fue supuestamente inventado en otra ocasión, unos veinte años después de que se dijera que Hyde había hecho su versión de este invento, por Judith Graham y Ralph W. Gerard de la Universidad de Chicago. En la década de 1950, Gerard fue nominado para el Premio Nobel, por su modelo desarrollado del microelectrodo.

### Contribuciones a la salud humana
En múltiples ocasiones dio conferencias dentro y fuera de la Universidad de Kansas. Con la ayuda de los médicos de la zona, estableció un programa de exámenes médicos públicos a los escolares para detectar enfermedades contagiosas como la tuberculosis y la meningitis espinal. Aunque no era una verdadera profesional médica, fue elegida miembro de la Sociedad Médica de Kansas por su experiencia en el conocimiento y el control de las enfermedades infecciosas. Y en 1918 fue nombrada presidenta estatal del Comité de Mujeres de Kansas sobre Salud, Sanidad y Defensa Nacional. Una proporción notable de las conferencias que impartió a lo largo de su carrera fueron sobre higiene y enfermedades contagiosas. Habló abiertamente sobre la sexualidad humana y su implicación en la propagación de enfermedades, además de ser una abierta promotora de la educación sanitaria pública.

### Esfuerzos contra la discriminación
No fue hasta que trabajé muchos días en el espléndido laboratorio asignado a mi uso privado que me di cuenta de que ocupaba una posición única... En el círculo universitario se difundió rápidamente la noticia de que una fanática estadounidense de los "derechos de la mujer"... había tenido la audacia y el atrevimiento de entrar por la fuerza en los pasillos de la universidad. - Ida H. Hyde, "Antes de que las mujeres fueran seres humanos".

Hyde encontró en repetidas ocasiones con barreras en su educación y en su carrera debido a su género, y presionó para que las mujeres recibieran un acceso y trato más igualitario equitativo en el mundo académico durante toda su vida. Cuando se le negó el derecho a matricularse en la Universidad de Estrasburgo debido a su género, acudió a la Universidad de Heidelberg. Aunque se le permitió matricularse, la facultad de medicina de la universidad no admitía mujeres y la facultad le negó la entrada a las clases de fisiología o a los laboratorios. Afortunadamente, sus colegas masculinos compartieron sus apuntes de conferencias y, después de un intenso estudio, aprobó con honor sus exámenes de doctorado. Escribió sobre sus dificultades en un relato revelador en el American Association of University Women Journal titulado Antes de que las mujeres fueran seres humanos.
A su regreso a Estados Unidos, consiguió la ayuda de muchas compañeras académicas y benefactoras adineradas para crear un fondo para apoyar a las mujeres en la ciencia. La Asociación de la Mesa de Nápoles se convirtió en una fuente de ayuda financiera y apoyo profesional para las mujeres en la investigación científica, y 36 mujeres se beneficiaron del programa. En 1927, estableció una beca en la Universidad de Kansas (KU) para mujeres que se dedican a las carreras en las ciencias, y otorgó la Beca Internacional Ida H. Hyde con la Asociación de Mujeres Universitarias Estadounidenses (AAUW). En el campus de la Universidad de Kansas presionó por las instalaciones sanitarias en los edificios de ciencias; estos edificios se construyeron con solo baños para hombres, asumiendo que no habría necesidad de instalaciones para mujeres. Repetidamente presionó a la universidad para conseguir la igualdad de remuneración y trabajó en la comunidad para aumentar las oportunidades para las mujeres en diversas profesiones.
Se retiró a la edad de 63 años en 1920. Después de su jubilación, viajó a varios lugares, incluidos Suiza, Austria, Egipto, India y diversos sitios en Alemania. El 22 de agosto de 1945 falleció de una hemorragia cerebral.

## Publicaciones seleccionadas
- Notes on the Hearts of Certain Mammals. The American Naturalist 25(298) 1891. pp. 861–863. JSTOR 2451734
- The Nervous System in Goneomea Murbachii. Biological Bulletin 4(1) 1902. pp. 40–45. JSTOR 1535511
- The Kaiser and the Devilfish. The New York Evening Post Magazine, May 25, 1918.
- A micro-electrode and unicellular stimulation. Biol. Bull. 40:130–133, 1921.
- Effects of music upon electrocardiograms and blood pressure. J. Exp. Psychol. 7:213–224 1924.